# Hernando Franco
Hernando Franco (* 1532 in Galizuela, heute Ortsteil von Esparragosa de Lares, Provinz Badajoz, Spanien; † 28. November 1585 in Mexiko-Stadt) war ein spanischer Komponist der Renaissancezeit, der hauptsächlich in Guatemala und Mexiko (damaliges Neuspanien) aktiv war.

## Leben
Franco stammte aus einer kleinen Stadt nahe Alcántara in der spanischen Provinz Extremadura. Als Kind war er Chorknabe in der Kathedrale von Segovia und wurde von Gerónimo de Espinar unterrichtet, der womöglich auch der Lehrer von Tomás Luis de Victoria war. Er was befreundet mit Lázaro del Álamo, seinem Vorgänger als maestro de capilla in Mexiko-Stadt.
Vermutlich wanderte Franco in den 1550er Jahren nach Neuspanien aus, der erste Beleg seiner Tätigkeit dort stammt allerdings erst aus dem Jahr 1571, in dem er als maestro de capilla der Kathedrale von Santiago de Guatemala verzeichnet wird.
Franco verließ diesen Posten 1574 und ging nach Mexiko. Hier erhielt er 1575 die Stelle des maestro de capilla der neuen Kathedrale. 
Er zog sich 1582 von seinem Posten zurück und starb 1585. Er ist in der Kathedrale begraben.

## Werk
Franco schrieb 20 erhaltene Motetten, 16 Vertonungen des Magnificat und eine vierstimmige Vertonung der Lamentationen des Jeremias. Anscheinend hat er keine Messvertonungen geschrieben, was für einen Kathedralkapellmeister ungewöhnlich ist, möglicherweise sind jedoch auch viele seiner Werke verloren gegangen. Einige Hymnen in der landeseigenen Sprache Nahuatl, die unter dem Namen Hernando don Franco überliefert sind, werden heute für Werke eines indigenen Komponisten gehalten, der möglicherweise bei der Missionierung zum Christentum diesen Namen annahm. In diesem Falle würde es sich um die ältesten erhaltenen Beispiele notierter Musik in der europäischen Tradition von indigenen Urbewohnern Amerikas handeln.
Franco ist der erste namentlich bekannte Komponist in Guatemala; seine zwei Stücke in den Archiven der Kathedrale von Guatemala, ein Lumen ad revelationem und ein Benedicamus Domino, stammen aus den ältesten erhaltenen Handschriften dieser Region überhaupt.